# Tørt kalksandsoverdrev
Tørt kalksandsoverdrev findes på skrænter med en kombination af sand og kalk, som er usædvanlig i Danmark.
Naturtypen opstår og vedligeholder sig selv, for det løse sand skrider hele tiden og lader ikke træer og buske få fodfæste. Med tiden kan urtevegetationen dog nok blive så tæt, at sandet stabiliseres, og så er der muligheder for træer og buske med store frø som f.eks. Stilkeg eller Almindelig hvidtjørn.
Tørt kalksandsoverdrev er en betegnelse for en naturtype i Natura 2000-netværket, med nummeret 6120.

## Typiske planter
- Almindelig sankthansurt (Sedum telephium)
- Bakkenellike (Dianthus deltoides)
- Bidende stenurt (Sedum acre)
- Gul evighedsblomst (Helichrysum arenarium)
- Keglelimurt (Silene conica)
- Klitkambunke (Koeleria glauca)
- Purløg (Allium schoenoprasum)
- Sandrottehale (Phleum arenarium)